# 刺客信条：起源
《刺客教條：起源》是一部由育碧蒙特利尔开发由育碧公司发行的動作冒險遊戲。本作是刺客教條主系列的第十部作品，也是系列首次把时间线推前到刺客信条初代以前。游戏将于2017年10月27日发售在PlayStation 4、Xbox One和Microsoft Windows等平台；同时将支持新的Xbox One X主机。
游戏的舞台是在托勒密王朝及埃及豔后統治下的古埃及，玩家所操控的角色是一位隸屬於法老的護衛，稱為守護者（Medjai），來自錫瓦（Siwa）名為巴耶克（Bayek）的埃及刺客。
而游戏的宣傳動畫，是由香港的動畫製作公司Paper Box Creation所製作。

## 遊戲簡介
本作首次進行大量RPG的嘗試，技能樹、基本數值升級、裝備替換、收集材料升級裝備等要素，但是依然保留了大量刺客教條的特色。在界面、武器、防具、地圖方面傾其所能使用埃及風格，能用已有的古埃及符號、文字、圖騰所表達的內容去重現當時的樣子，只做簡化修改。這種風格，深厚影響了後來的奧德賽和維京紀元。
本作駱駝為主要交通工具，能隨時呼喚召來使用，並透過遊戲進行解鎖其他坐騎。

## 故事劇情
2017年，Abstergo的員工蕾拉·哈桑被指派到埃及，她在那裡發現了一具木乃伊，並利用自己開發的攜帶型Animus開始回溯該具木乃伊的記憶——
在西元前49年，統治埃及的克麗歐佩特拉七世與托勒密十三世之間發生了战爭，時局動盪不安。同時，法老的守護者已經失去了原來的作用，最後的守護者巴耶克仍執行著家族歷代以來的傳統，守護著埃及與阿蒙的神殿。
可是在某日，五名戴著假面的男子挾持了巴耶克的兒子卡慕，脅迫他說出阿蒙神殿的寶物庫的開啟方式，否則就要殺害卡慕，但巴耶克即使說出自己真的不知道開啟寶物庫的方法，卡慕仍慘遭面具男子的殺害。兒子遇害後，巴耶克立誓復仇，踏上了追尋這些面具男子們的復仇旅程，並因此捲入了為了爭奪埃及支配權的克麗歐佩特拉與托勒密十三世，以及來自羅馬的蓋烏斯·尤利烏斯·凱撒三者混亂的政治鬥爭之中。

### 登場人物
主條目：刺客教條系列角色列表

#### 過去
巴耶克
過去故事線的主角，埃及守護者一族的末裔。為了向殺害兒子的假面男子們復仇而踏上旅程。
與妻子艾雅共同創建了刺客兄弟會的前身之一的「無形者」。
與系列作本篇主角的名字都與鳥類有關這點相同，巴耶克在埃及語中是「鷹」的意思。
艾雅
巴耶克的妻子，是與丈夫實力相當的戰士。後來改名為阿蒙內特，為了心中的信念前往羅馬建立了新據點。
卡慕
巴耶克與艾雅的兒子。被假面男子抓住作為人質，最後遇害。
克麗歐佩特拉
托勒密十三世的姊姊。在本作故事開始前（西元前48年）被弟弟擊敗而逃走，自認自己才是正統的法老，為了回歸埃及而設法排除弟弟的親信們。
托勒密十三世
統治着埃及的年輕法老，透過政變流放了自己的姊姊，並施以暴政壓迫埃及的人民。其實只是其臣子們所操弄的傀儡。
尤利烏斯·凱撒
來自羅馬的軍人和政治家。

#### 現代
蕾拉·哈桑
現代篇的主角，Abstergo的員工。
想證明自己對Animus計畫是無可或缺的存在，因此無視內部規則而被高層懲戒，被發配到埃及。在埃及發現了巴耶克的木乃伊後認為這是重回Animus計畫的好機會，於是使用了攜帶型Animus機器回溯巴耶克的記憶。

## 开发
本作的开发始于《刺客信条IV：黑旗》完成后的2014年。
| Features           | 标准版         | 豪华版 | “众神”典藏版                       | “信条黎明”典藏版（Uplay销售） | “信条黎明”传奇典藏版（Uplay销售） |
| ------------------ | -------------- | ------ | ---------------------------------- | ----------------------------- | --------------------------------- |
| 游戏光盘           | 是             | 是     | 是                                 | 是                            | 是                                |
| 独家包装           | 否             | 是     | 是                                 | 是                            | 是                                |
| 游戏追加内容       |                |        |                                    |                               |                                   |
| 第一座金字塔的秘密 | 是（预购特典） | 否     | 是                                 | 否                            | 否                                |
| 数字豪华包         | 否             | 是     | 是                                 | 是                            | 是                                |
| 季票               | 否             | 否     | 否                                 | 是                            | 是                                |
| 实物特典           |                |        |                                    |                               |                                   |
| 官方游戏原声CD     | 否             | 是     | 是                                 | 是                            | 是                                |
| 地图               | 否             | 是     | 是                                 | 是                            | 是                                |
| 艺术图集           | 否             | 否     | 是                                 | 是                            | 是                                |
| 手办               | 否             | 否     | 是（26cm巴耶克与赛赫米特神像手办） | 是（39cm巴耶克与赛努手办）    | 是（73cm巴耶克与赛努手办）        |
| 光盘收纳铁盒       | 否             | 否     | 否                                 | 是                            | 是                                |
| 猎鹰颅骨护身符     | 否             | 否     | 否                                 | 是                            | 是                                |
| 艺术卡片           | 否             | 否     | 否                                 | 是                            | 是                                |
| 签名海报           | 否             | 否     | 否                                 | 否                            | 是                                |
| 收藏证书           | 否             | 否     | 否                                 | 否                            | 是                                |

## 评价
《刺客信条：起源》作为时隔两年的系列游戏新作，同时也是10周年纪念作品。《起源》成为刺客信条另一个里程碑，在经历《大革命》、《枭雄》的低迷之后，重新振作了《刺客信条》系列。
| 汇总媒体   | 得分                                   |
| ---------- | -------------------------------------- |
| Metacritic | (XONE) 85/100 (PC) 84/100 (PS4) 81/100 |

| 媒体          | 得分        |
| ------------- | ----------- |
| Destructoid   | 8/10        |
| Eurogamer     | Recommended |
| Game Informer | 8.5/10      |
| GamesRadar+   | [ 12 ]      |
| GameSpot      | 7/10        |
| IGN           | 9/10        |
| PC Gamer美国  | 84/100      |
| Polygon       | 8.5/10      |
| VentureBeat   | 75/100      |

## 附加内容
《刺客信条：起源 无形者》（2018年1月24日）
《刺客信条：起源 法老的诅咒》